# Royal Khmer Airlines
Royal Khmer Airlines fue una aerolínea con base en Phnom Penh, Camboya. Operaba servicios regulares de pasajeros desde Phnom Penh y Siem Reap.

## Historia
La cosas como sony planeaba empezar a operar en 2001, pero no lo hizo. En octubre de 2003, Asia Aircraft Services de Malasia, optó por comprar la aerolínea y utilizar su permiso de vuelo para comenzar a operar. Royal Khmer está intentando reconstruir su negocio tras más de un año sin actividad. En marzo de 2006 no fueron pocas las voces críticas desde el Ministerio de Construcción y Transportes de Corea del Sur debido a sus medidas de seguridad por debajo de lo permitido, incluyendo nueve paneles luminosos de salida de emergencia que estaban inoperativos, los vuelos no portaban un manual de cartas de vuelo actualizado y los aviones cargaban el combustible junto con los equipajes sin medidas de seguridad apropiadas. Uno de sus 727 se anunció que había sido abandonado en el Aeropuerto de Hanói a finales de 2007. Nadie desde Royal Khmer fue a reclamar el avión y las autoridades vietnamitas se vieron obligadas a mandar el avión para desguace.

## Destinos
- Camboya
  - Phnom Penh (Aeropuerto Internacional Pochentong)
  - Siem Reap (Aeropuerto Internacional Angkor)
- Japón
  - Osaka (Aeropuerto Internacional de Kansai)
  - Tokio (Aeropuerto Internacional Narita)
- Corea del Sur
  - Seúl (Aeropuerto Internacional de Incheon)
- Malasia
  - Kuala Lumpur (Aeropuerto Internacional de Kuala Lumpur) *Singapur
  - Singapur (Aeropuerto de Singapur Changi)
- Vietnam
  - Hanói (Aeropuerto Internacional Noi Bai)
  - Ciudad de Ho Chi Minh (Aeropuerto Internacional Tan Son Nhat)

## Flota
La flota de Royal Khmer Airlines consistía en los siguientes aparatos (a 19 de junio de 2008):
- 2 Boeing 727-200F (Un avión opera para Benin Golf Air)
- 5 Boeing 737-200 (un avión opera para Iraqi Airways)